# HK Qulager
 (octobre 2022).
Si vous disposez d'ouvrages ou d'articles de référence ou si vous connaissez des sites web de qualité traitant du thème abordé ici, merci de compléter l'article en donnant les références utiles à sa vérifiabilité et en les liant à la section « Notes et références ».
Le HK Qulager est un club de hockey sur glace de Petropavl au Kazakhstan. Il évolue dans la Pro Hokei Ligasy.

## Historique
Il est fondé en 2015.

## Palmarès
- Coupe du Kazakhstan : 2016, 2017.